# 1840年アメリカ合衆国大統領選挙

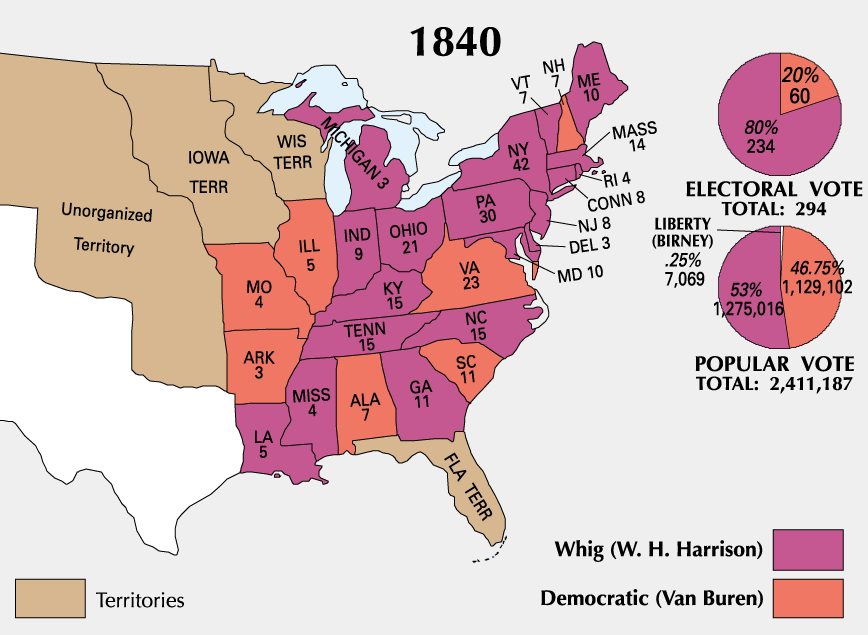
選挙結果の図。紫色がハリソンとタイラー、赤色がヴァン・ビューレンと副大統領候補者3人が勝利した州を示す。数字は各州の選挙人数。

1840年アメリカ合衆国大統領選挙（1840ねんアメリカがっしゅうこくだいとうりょうせんきょ、英語: United States presidential election, 1840）は、1840年10月30日に行われたアメリカ合衆国大統領選挙（第14回）。現職の大統領マーティン・ヴァン・ビューレンと、これに対するにホイッグ党が初めて結束してウィリアム・ハリソンを担いだ選挙である。「ティッペカヌーとタイラーも」のスローガンの下に結束したホイッグ党が容易にヴァン・ビューレンを敗った。
この選挙は大統領経験者と将来の大統領合計4人に選挙人が投票したことで特徴がある。現職の大統領マーティン・ヴァン・ビューレン、大統領当選者ウィリアム・ハリソン、副大統領に当選しハリソンの死後に大統領を継いだジョン・タイラー、および後の大統領でこの時は選挙人票1票のみ獲得したジェームズ・ポークであった。

## 候補者の指名

### 民主党の指名
現職のヴァン・ビューレンは1840年5月にメリーランド州ボルティモアで再指名された。しかし、現職副大統領リチャード・メンター・ジョンソンの再指名は拒否された。選挙人選挙の結果では、ジョンソン、リトルトン・W・テイズウェルおよびジェームズ・ポークに民主党の副大統領票が割れた。

### ホイッグ党の指名
ホイッグ党の歴史で初めて大統領候補を決めるための全国党員集会が開かれた。大統領選挙のほぼ1年前にあたる1839年12月4日にペンシルベニア州ハリスバーグで開催された。指名候補者は3人おり、米英戦争の英雄で前回1836年アメリカ合衆国大統領選挙で落選したもののヴァン・ビューレンに次いで最も多く票を獲得したウィリアム・ハリソン、もう一人の将軍で1837年と1838年に起こったイギリスとの小競り合いでも現役であったウィンフィールド・スコット、および議会におけるホイッグ党の指導者で元下院議長であったヘンリー・クレイだった。
第1回目の投票ではクレイが1番だったが、状況は彼を候補者にすることを否定する方向に動いていた。第1にこの集会はホイッグ党が一連の選挙で敗北した後に開催されていた。ハリソンはその敗北と距離を置いていたが、クレイは党の理論的指導者でありそれが出来なかった。集会が翌年の春に開かれておれば、経済的低迷のためにホイッグ党が選挙で一連の勝利を収めており、クレイがより大きな支持を得た可能性があった。第2に、集会の規則ではある州の代議員の過半数を得た候補者がその州の票を全て獲得することになっていたことである。これはクレイに逆風であった。というのも、クレイは南部州の代議員のほとんどを掴んでいたがこれは南部では対抗馬から多くの票を取り上げられないことを意味し、北部州の代議員からは過半数には届かないがそこそこの支持を得ていたのでこれは対抗馬が北部でクレイ側の多くの代議員を横取りできることを意味していたからである。最後に、クレイを支持するいくつかの南部州が集会へ代議員を送ることを棄権したことであった。この結果指名はハリソンに行った。
州ごとの点呼投票の結果は「ファーマーズ・キャビネット」1839年12月13日号に掲載された。

| 投票回数                                      | 1   | 2   | 3  | 4  | 5   |
| ウィリアム・ハリソン オハイオ州               | 94  | 94  | 91 | 91 | 148 |
| ヘンリー・クレイ ケンタッキー州               | 103 | 103 | 95 | 95 | 90  |
| ウィンフィールド・スコット ニュージャージー州 | 57  | 57  | 68 | 68 | 16  |
| --------------------------------------------- | --- | --- | -- | -- | --- |

ハリソンが北部の出身と見なされたので、ホイッグ党は副大統領候補として南部の者を指名してバランスを取る必要があった。党の結束を固めるためにクレイ支持者の協力を求めた。南部クレイ支持者の何人かが辞退した後で、集会の間誠実にクレイを支持した南部の候補者に行き着いた。それがバージニア州出身の元アメリカ合衆国上院議員ジョン・タイラーだった。

## 一般選挙

### 選挙運動
1837年の恐慌の後でヴァン・ビューレンは広く不人気であり、ハリソンはアンドリュー・ジャクソンの戦略に従って戦争の英雄と国民の味方を強調する一方、ヴァン・ビューレンは公費で贅沢に暮らす富裕な俗物と攻撃した。ハリソンはそれなりに裕福であり教育もあったが、その「丸太小屋」イメージが火をつけ国中を席捲した。
ホイッグ党は共通の理想を描く者達と広範な連合をしていたが、ハリソンは選挙運動でその問題を避けた。

### 結果
ハリソンが一般選挙でえた得票率はわずか6%の差であったが、選挙人選挙では圧倒的な勝利になり、北部、西部および南部共に制した。
| 大統領選の結果                                |            |            |            |              |                                                 |              |
| 大統領候補者 出身州                           | 党         | 得票数 (a) | 得票率     | 選挙人得票数 | 副大統領候補者 出身州                           | 選挙人得票数 |
| ウィリアム・ハリソン オハイオ州               | ホイッグ党 | 1,275,390  | 52.9%      | 234          | ジョン・タイラー バージニア州                   | 234          |
| マーティン・ヴァン・ビューレン ニューヨーク州 | 民主党     | 1,128,854  | 46.8%      | 60           | リチャード・メンター・ジョンソン ケンタッキー州 | 48           |
| 同                                            | 同         | -          | -          | -            | リトルトン・W・テイズウェル バージニア州        | 11           |
| 同                                            | 同         | -          | -          | -            | ジェームズ・ポーク テネシー州                   | 1            |
| ジェイムズ・G・バーニー ニューヨーク州        | 自由党     | 6,797      | 0.3%       | 0            | トマス・アール ペンシルベニア州                 | 0            |
| その他                                        | -          | 767        | 0.0%       | 0            | -                                               | 0            |
| 合計                                          | 合計       | 2,411,808  | 100%       | 294          | -                                               | 294          |
| 選出必要数                                    | 選出必要数 | 選出必要数 | 選出必要数 | 148          | -                                               | 148          |

(a) 一般選挙の数字にはサウスカロライナ州のものが含まれていない。サウスカロライナ州では一般選挙に拠らず州議会が選挙人を指名した。

## 州ごとの結果
出典: Walter Dean Burnham, Presidential ballots, 1836-1892 (Johns Hopkins University Press, 1955) pp 247-57.
| アラバマ州           | 7   | 28,515           | 45.62            | -                | 33,996           | 54.38            | 7  | 名簿なし         | 名簿なし         | 名簿なし         | 62,511    | AL |  |  |  |  |
| アーカンソー州       | 3   | 5,160            | 43.58            | -                | 6,679            | 56.42            | 3  | 名簿なし         | 名簿なし         | 名簿なし         | 11,839    | AR |  |  |  |  |
| コネチカット州       | 8   | 31,598           | 55.55            | 8                | 25,281           | 44.45            | -  | 名簿なし         | 名簿なし         | 名簿なし         | 56,879    | CT |  |  |  |  |
| デラウェア州         | 3   | 5,967            | 54.99            | 3                | 4,872            | 44.89            | -  | 名簿なし         | 名簿なし         | 名簿なし         | 10,852    | DE |  |  |  |  |
| ジョージア州         | 11  | 40,339           | 55.78            | 11               | 31,983           | 44.22            | -  | 名簿なし         | 名簿なし         | 名簿なし         | 72,322    | GA |  |  |  |  |
| イリノイ州           | 5   | 45,574           | 48.91            | -                | 47,441           | 50.92            | 5  | 160              | 0.17             | -                | 93,175    | IL |  |  |  |  |
| インディアナ州       | 9   | 65,302           | 55.86            | 9                | 51,604           | 44.14            | -  | 名簿なし         | 名簿なし         | 名簿なし         | 116,906   | IN |  |  |  |  |
| ケンタッキー州       | 15  | 58,488           | 64.20            | 15               | 32,616           | 35.80            | -  | 名簿なし         | 名簿なし         | 名簿なし         | 116,865   | KY |  |  |  |  |
| ルイジアナ州         | 5   | 11,296           | 59.73            | 5                | 7,616            | 40.27            | -  | 名簿なし         | 名簿なし         | 名簿なし         | 18,912    | LA |  |  |  |  |
| メイン州             | 10  | 46,612           | 50.23            | 10               | 46,190           | 49.77            | -  | 名簿なし         | 名簿なし         | 名簿なし         | 92,802    | ME |  |  |  |  |
| メリーランド州       | 10  | 33,528           | 53.83            | 10               | 28,752           | 46.17            | -  | 名簿なし         | 名簿なし         | 名簿なし         | 62,280    | MD |  |  |  |  |
| マサチューセッツ州   | 14  | 72,852           | 57.44            | 14               | 52,355           | 41.28            | -  | 1,618            | 1.28             | -                | 126,825   | MA |  |  |  |  |
| ミシガン州           | 3   | 22,933           | 51.71            | 3                | 21,096           | 47.57            | -  | 321              | 0.72             | -                | 44,350    | MI |  |  |  |  |
| ミシシッピ州         | 4   | 19,515           | 53.43            | 4                | 17,010           | 46.57            | -  | 名簿なし         | 名簿なし         | 名簿なし         | 36,525    | MS |  |  |  |  |
| ミズーリ州           | 4   | 22,954           | 43.37            | -                | 29,969           | 56.63            | 4  | 名簿なし         | 名簿なし         | 名簿なし         | 52,923    | MO |  |  |  |  |
| ニューハンプシャー州 | 7   | 26,310           | 43.88            | -                | 32,774           | 54.66            | 7  | 872              | 1.45             | -                | 59,956    | NH |  |  |  |  |
| ニュージャージー州   | 8   | 33,351           | 51.74            | 8                | 31,034           | 48.15            | -  | 69               | 0.11             | -                | 64,454    | NJ |  |  |  |  |
| ニューヨーク州       | 42  | 226,001          | 51.18            | 42               | 212,733          | 48.18            | -  | 2,809            | 0.64             | -                | 441,543   | NY |  |  |  |  |
| ノースカロライナ州   | 15  | 46,567           | 57.68            | 15               | 34,168           | 42.32            | -  | 名簿なし         | 名簿なし         | 名簿なし         | 80,735    | NC |  |  |  |  |
| オハイオ州           | 21  | 148,157          | 54.10            | 21               | 124,782          | 45.57            | -  | 903              | 0.33             | -                | 273,842   | OH |  |  |  |  |
| ペンシルベニア州     | 30  | 144,010          | 50.00            | 30               | 143,676          | 49.88            | -  | 340              | 0.12             | -                | 288,026   | PA |  |  |  |  |
| ロードアイランド州   | 4   | 5,278            | 61.22            | 4                | 3,301            | 38.29            | -  | 42               | 0.49             | -                | 8,621     | RI |  |  |  |  |
| サウスカロライナ州   | 11  | 一般投票実施せず | 一般投票実施せず | 一般投票実施せず | 一般投票実施せず | 一般投票実施せず | 11 | 一般投票実施せず | 一般投票実施せず | 一般投票実施せず | -         | SC |  |  |  |  |
| テネシー州           | 15  | 60,194           | 55.66            | 15               | 47,951           | 44.34            | -  | 名簿なし         | 名簿なし         | 名簿なし         | 108,145   | TN |  |  |  |  |
| バーモント州         | 7   | 32,445           | 63.90            | 7                | 18,009           | 35.47            | -  | 319              | 0.63             | -                | 50,773    | VT |  |  |  |  |
| バージニア州         | 23  | 42,637           | 49.35            | -                | 43,757           | 50.65            | 23 | 名簿なし         | 名簿なし         | 名簿なし         | 86,394    | VA |  |  |  |  |
| 合計:                | 294 | 1,275,583        | 52.87            | 234              | 1,129,645        | 46.82            | 60 | 7,453            | 0.31             | -                | 2,412,694 | US |  |  |  |  |
| 選出必要数:          | 148 |                  |                  |                  |                  |                  |    |                  |                  |                  |           |    |  |  |  |  |

## 選挙後
ハリソンは大統領就任時点でロナルド・レーガンに次ぐ高齢であったが、就任式の後に1ヶ月余りで死んだ。副大統領にタイラーを選んでいたことはホイッグ党にとって不幸であることがわかった。タイラーは集会の時にクレイを断固として支持したが、元は民主党員で州の権限の熱烈な支持者であり、大統領職に就いてからはホイッグ党の政治プログラムを妨害した。

## 選挙運動歌、スローガン

### ハリソン
「ティッペカヌーとタイラーも」
What's the cause of this commotion, motion, motion, 

Our country through? 

It is the ball a-rolling on 

For Tippecanoe and Tyler too. 

For Tippecanoe and Tyler too. 

And with them we'll beat little Van, Van, Van, 

Van is a used up man. 

### ヴァン・ビューレン
眠れ赤ん坊、父さんはホイッグ　Rockabye, baby, Daddy's a Whig

家に帰れば、きつい林檎酒をがぶがぶ　When he comes home, hard cider he'll swig

がぶがぶ飲み終わったら　When he has swug

ばかのように倒れる　He'll fall in a stu

そしたらタイラーとティッペカヌーがやってくる　And down will come Tyler and Tippecanoe.

眠れ赤ん坊、目覚めたら　Rockabye, baby, when you awake

ティップが偽者とわかるさ　You will discover Tip is a fake.

戦場や戦いの雄たけびや太鼓からは遠く　Far from the battle, war cry and drum

その小屋の中でラム酒で悪酔いしてるだけ　He sits in his cabin a'drinking bad rum.
眠れ赤ん坊、泣くじゃない　Rockabye, baby, never you cry

ティップやそのタイを恐れる必要はない　You need not fear OF Tip and his Ty.

やつらが破滅させるものをヴァン・ビューレンがまとめるさ　What they would ruin, Van Buren will fix.

ヴァンは魔法使い。かれらは悪ふざけだけだよ。　Van's a magician, they are but tricks.

## 選挙人の選出
| 選挙人の選出             |                    |
| 選挙人の選定方法         | 州                 |
| 州議会で選挙人を指名     | サウスカロライナ州 |
| 全州の選挙で選挙人を選出 | その他の州すべて   |